# La duquesa de Benamejí (película)
La duquesa de Benamejí es una película española de 1949 dirigida por Luis Lucía sobre la obra de teatro homónima escrita por Manuel y Antonio Machado.

## Sinopsis
Unos bandoleros asaltan en Sierra Morena la diligencia en que viaja la duquesa de Benamejí, a la que secuestran, pero el jefe de la partida Lorenzo, es un antiguo conocido de la duquesa de cuando niños. Surge entre ellos un romance que despierta los celos de Rocío, una gitana que convive con los bandidos y ama a Lorenzo. Mientras, el marqués de Peñaflores, que está enamorado de su prima la duquesa, persigue a los bandoleros. Rocío en venganza revela al marqués el refugio de Lorenzo y sus hombres y, aprovechando el tumulto de la lucha, mata a la duquesa. Su muerte provocará un cambio de actitud tanto en Lorenzo como en Peñaflores.
Fue una película de gran éxito en su estreno. Los papeles de la duquesa y la gitana lo encarna Amparo Rivelles. Los trucos que ideó el director Luis Lucía para enfrentar en la pantalla a los personajes que encarnaba la misma actriz fueron de mucho asombro. No sólo se miraban cara a cara, sino que se entrecruzaban en el plano sin que se percibiera el truco, admirándose del parecido, que era como mirarse en un espejo disfrazada de otra cosa.